# Karronad

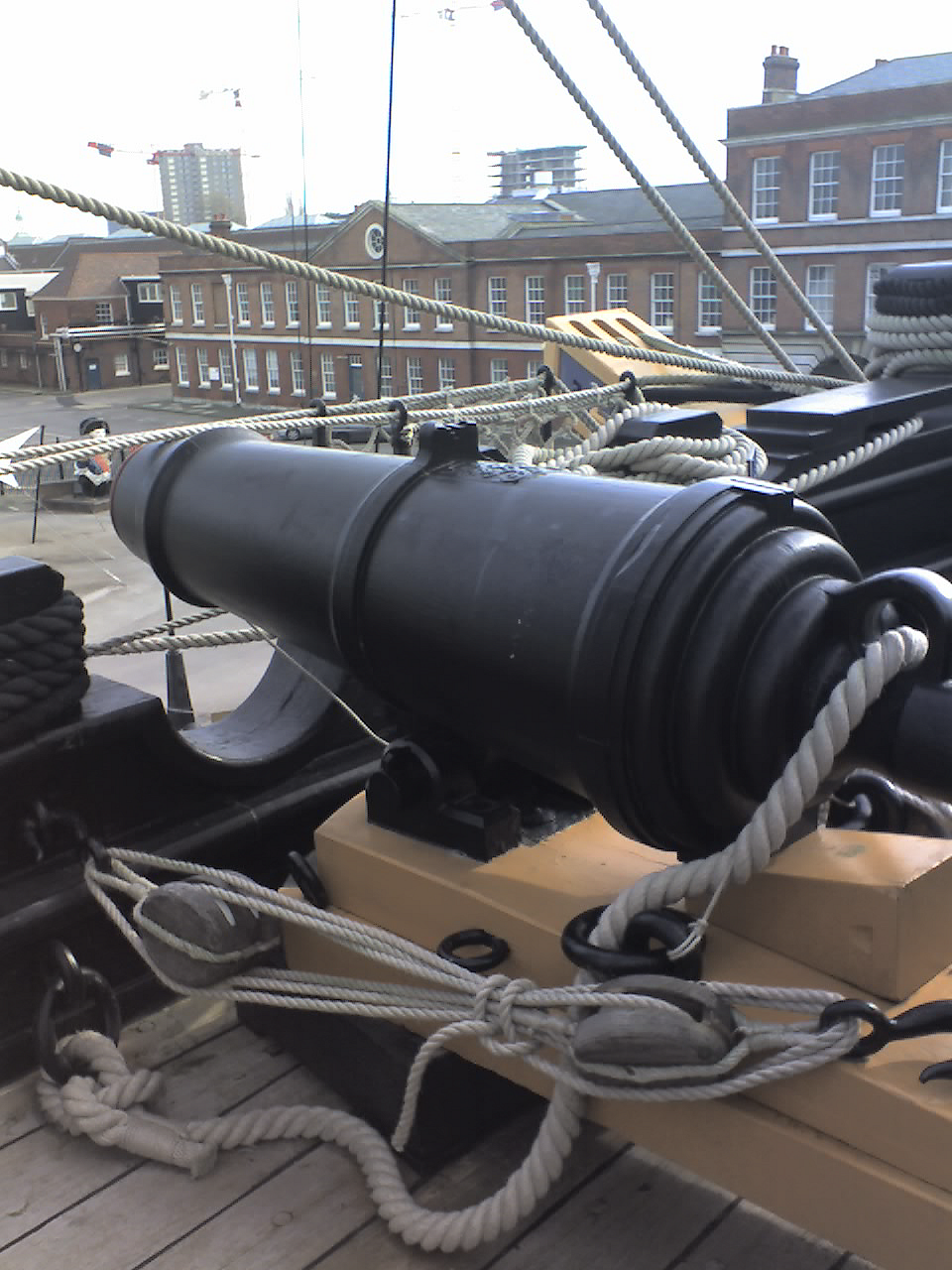
68 punds karronad ombord på den brittiska HMS Victory.

Karronad är en typ av kort skeppskanon med oräfflat lopp tillverkad i gjutjärn. Vapentypen utvecklades för Royal Navy av järnverket Carron Company och användes mellan 1770 och 1850-talet. Den var främst tänkta att fungera som ett kraftfullt vapen mot skepp och besättning på kort avstånd. 
Karronaden var en framgångsrik design men försvann i takt med att skeppsartilleri med allt längre räckvidd och större precision gjorde att närstrid mellan skepp blev allt ovanligare.